# Stadio Tasos Markou
Lo stadio Tasos Markou (in greco Γήπεδο Τάσος Μάρκου), indicato anche come Paralimni Stadium,è uno stadio di calcio cipriota situato a Paralimni.
Inaugurato nel 1996, lo stadio ha un terreno di gioco con superficie in erba naturale e due tribune, la principale parzialmente coperta, con una capacità complessiva di 5 800 posti a sedere.
L'impianto è usualmente utilizzato sia nelle attività di atletica che dalla società dell'Enosis Neon Paralimniou come terreno di gioco per le partite casalinghe della propria squadra di calcio nel campionato nazionale. Inoltre venne più volte utilizzato come uno degli impianti della Cyprus Cup, torneo a invito riservato a nazionali di calcio femminile che si tiene con cadenza annuale. 